# New Lands
New Lands (cu sensul de Pământuri noi) este a doua carte de non-ficțiune⁠(d) a autorului american Charles Fort, publicată prima dată în 1923 de Boni & Liveright. Se ocupă în primul rând de anomalii astronomice și a fost descrisă ca „în mare parte un atac satiric asupra pompozității astronomilor”.

## Prezentare generală
În prima parte a cărții, Fort critică astronomia, enumerând predicțiile făcute de astronomi care nu s-au adeverit niciodată. El își continuă, de asemenea, atacurile asupra dogmei științifice, începute în cartea sa anterioară Cartea fenomenelor damnate, citând o serie de stele și planete misterioase de care oamenii de știință nu au reușit să le țină seama.
Fort extinde în această carte teoria sa despre Marea Super-Sargaselor – un loc în care se presupune că lucrurile pământești se materializează pentru a ploua ulterior pe Pământ – și dezvoltă ideea că există continente deasupra cerului Pământului. Ca dovadă, în a doua parte a cărții, el citează o serie de fenomene anormale, inclusiv „miraje” ciudate ale maselor de pământ, grupurilor de oameni și animalelor de pe cer.
Dintre toate cărțile lui Fort, New Lands este cea mai prost apreciată. Speculațiile sale (el nu dezvăluie dacă sunt serioase sau în glumă) cu privire la continentele de pe cer și presupusa formă de vârf a Pământului au influențat considerabil acest lucru. S-a sugerat că aranjarea cărții de către Fort - în special critica lui la adresa astronomilor și a conceptelor îndelungate în capitolele sale de început - riscă să fie văzută ca o piesă de „literatură crank”.

## Istoria publicării
New Lands a fost publicată de Boni & Liveright⁠(d) în 1923. A avut vânzări slabe - ceea ce a făcut ca Boni & Liveright să refuze publicarea următoarei cărți a lui Fort.

## Disponibilitate
Cartea este disponibilă la editura Dover Publications⁠(d) în antologia „The Complete Works of Charles Fort” alături de celelalte scrieri paranormale ale lui Fort.
O versiune broșată a fost publicată în anii 1990. Aceasta este disponibilă și ca o versiune online editată și adnotată.